# دوتزا
دوتزا (به ایتالیایی: Dozza) یک کومونه در ایتالیا است که در استان بولونیا واقع شده‌است.

## خصوصیات
دوتزا ۲۴ کیلومترمربع مساحت و ۵٬۸۸۶ نفر جمعیت دارد و ۱۹۰ متر بالاتر از سطح دریا واقع شده‌است.